# Haworthia marginata
Haworthia marginata är en grästrädsväxtart som först beskrevs av Jean-Baptiste de Lamarck, och fick sitt nu gällande namn av William Thomas Stearn. Haworthia marginata ingår i släktet Haworthia och familjen grästrädsväxter. Inga underarter finns listade i Catalogue of Life.